# Dân gian đương đại
Dân gian đương đại dùng để chỉ chung nhiều thể loại nhạc xuất hiện đầu thế kỷ 20 có liên quan đến dân ca truyền thống. Bắt đầu từ giữa thế kỷ 20, một hình thức nhạc folk (dân ca) phổ thông hình thành từ các thể loại âm nhạc truyền thống. Phong trào này thường được gọi là trào lưu cách tân (thứ hai) của dòng nhạc dân ca, và đạt cực thịnh vào những năm 1960. Tên gọi phổ thông cho dòng nhạc này vẫn là dân ca, nhưng để phân biệt người ta thường gọi là "dân gian đương đại" hay "dân gian cách tân". Tại Mỹ, phong trào này được gọi với tên "cách tân dân ca Mỹ", kết hợp với các yếu tố folk rock, electric folk và nhiều dòng nhạc khác. Cho dù là một dòng nhạc riêng biệt tách biệt với dân ca truyền thống, nhiều tác phẩm của dòng nhạc này vẫn sử dụng cùng tên, nghệ sĩ và địa điểm trình diễn với dòng nhạc truyền thống; thậm chí một ca khúc có thể được phối khí theo cả hai dòng nhạc.
Một trong những nghệ sĩ tiêu biểu đầu tiên chính là Woody Guthrie từ những năm 1930-40. Ở Anh, Donovan là người tiên phong khi hát dân gian đương đại vào những năm 1960. Tuy nhiên dòng nhạc dân gian đương đại thực sự có tiếng vang với thế giới lại tới từ Canada với các nghệ sĩ Gordon Lightfoot, Leonard Cohen, Joni Mitchell và Buffy Sainte-Marie.
Hàng loạt những buổi trình diễn lớn nhỏ đã được tổ chức trong thập niên 1940 tới hết thập niên 1940 với các nghệ sĩ Woody Guthrie, Pete Seeger, Joan Baez và Bob Dylan. Thập niên 1960 còn đánh dấu bởi những thay đổi chính trị, văn hóa, xã hội đặc biệt. Dân gian đương đại lập tức nắm bắt lấy dòng chảy này, tự cải tiến và đồng thời thay đổi chính mình. Những cách tân được thực hiện bởi những tên tuổi lớn như Bob Dylan, Joan Baez, Judy Collins, The Seekers hay Peter Paul and Mary khi họ đã tạo nên những pha trộn cùng các dòng nhạc pop và rock. Trong thời kỳ này, khái niệm "âm nhạc phản chiến" gần như gắn liền với dân gian đương đại và các ca khúc chính trị. Các nghệ sĩ từ Canada như Gordon Lightfoot, Leonard Cohen, Bruce Cockburn và Joni Mitchell là những người đem làn gió mới tới thị trường âm nhạc Mỹ. Tới cuối những năm 1960, thể loại này bị hòa lẫn với folk rock và electric folk, và cho tới những năm 1970, chỉ còn vài cái tên tiêu biểu như Joni Mitchell và John Denver.
Vài tiểu thể loại quan trọng khác của dòng nhạc này là anti folk, folk punk, indie folk, folktronica, freak folk cùng vài thể loại điển hình từ nước Mỹ như folk metal, progressive folk, psychedelic folk và neofolk.
Tại Việt Nam, dân gian đương đại chỉ được phát triển từ thập niên 1990 với vài nghệ sĩ như Phạm Duy, Nguyên Lê, Nguyễn Thiên Đạo, Phó Đức Phương, Nguyễn Cường, Trần Tiến, An Thuyên. Phải tới giữa thập niên 2000, thể loại này mới trở nên phổ biến hơn với thế hệ những nghệ sĩ mới như Ngọc Đại, Niels Lan Doky, Lê Minh Sơn, Giáng Son, Nguyễn Vĩnh Tiến, Lưu Hà An, Tùng Dương, Bảo Lan, Ngô Hồng Quang, Lê Cát Trọng Lý, Sa Huỳnh...